# Битва за Львов (1944)
Битва за Львов, или Операция «Буря» во Львове, или Львовское восстание — военная операция, проводившаяся в конце июля 1944 года советскими войсками и вооружёнными подразделениями Армии Крайовой с целью установления контроля над Львовом.

## Хронология событий

### Львовско-Сандомирская операция советской армии
13 июля 1944 войска 1-го Украинского фронта под командованием маршала И. С. Конева начали Львовско-Сандомирскую операцию. Непосредственно на львовском направлении действовали 38-я, 60-я общевойсковые, 3-я Гвардейская и 4-я танковые армии и конно-механизированная группа генерала C. Соколова. Их боевые действия поддерживала 2-я воздушная армия генерала С. А. Красовского, ещё с весны осуществлявшая массированные налёты на Львов.
Битва советских войск за Львов началась со сражения под Бродами. После разгрома бродской группировки танковые армии генералов П. С. Рыбалко и Д. Д. Лелюшенко вместе со стрелковыми частями 38-й и 60-й армий стремительно повели наступление на запад, а когда приблизились к Львову, начали обходить его с севера и юга. С 22 по 24 июля 3-я гвардейская танковая армия совершила удачный манёвр, главными силами обошла Львов с севера и развернула наступление на Львов с запада. Под угрозой полного окружения командующий группой армий генерал И. Гарпе 23 июля отдал приказ своим войскам оставить город и отходить в сторону Самбора. Перед отступлением немцы уничтожили ряд объектов и коммуникаций, подожгли склады горючего. Над Львовом поднялись высокие столбы дыма.
22 июля 1944 года в утренние часы на Львов с юго-восточной стороны (улица Зелёная) ударила 29-я советская мотострелковая бригада из 10-го гвардейского танкового корпуса 4-й танковой армии. Из-за отсутствия пехоты, которая была необходима в боях на территории города, очень охотно была принята помощь подразделений Армии Крайовой.

### Акция «Буря» Армии Крайовой
Во время наступления Красной армии, после разгрома немцев под Бродами во Львове 23 июля 1944 года началась военная операция польской подпольной Армии Крайовой с целью занятия Львова и Галиции и с этих позиций ведения переговоров по устройству польско-советской границы. Она получила название Операция «Буря».
План операции «Буря» имел специальный раздел, касающийся Львова. Он предусматривал на первом этапе, при приближении фронта, развернуть акции саботажа на коммуникациях противника, но только вне Львова в радиусе не менее 10 км. Допускались акции в районах, заселённых украинцами. Во время отступления немцев из Львова рекомендовалось вести боевые действия только в окрестностях, прежде всего западных и южных. Запрещалось вести бои в центральной части города. План требовал ликвидировать выступления украинцев, направленные на овладение Львовом. После вступления войск Красной армии Армии Крайовой предлагалось представлять польскую власть во Львове.
7 июля 1944 г. командующий Львовским округом АК полковник Владислав Филипковский получил ожидаемый приказ генерала Соснковского начать осуществление плана «Буря»: любой ценой овладеть Львовом, создать польскую администрацию, которая представляла бы правительство Польши перед войсками 1-го Украинского фронта. Для осуществления плана «Буря» В. Филипковский имел около 7 тысяч вооружённых бойцов. Непосредственно во Львове действовали трёхтысячная 5-я дивизия пехоты, 14-й полк улан и несколько отрядов местных добровольцев. Кроме того, вне Львова были готовы к действиям так называемые «лесные отделы» — боевые группы «Восток» (910 воинов АК), «Юг» (150), «Запад» (550), «Сян» (600) и «Север» (150), которые должны были парализовать деятельность транспортных коммуникаций. Приказом от 5 июля 1944 года для подразделений АК во Львове были определены подробные задачи и места концентрации. Наиболее многочисленные силы Армии Крайовой находились на территории города, которая была поделена на 5 участков: центральный, восточный, западный, южный и северный.

### Бои за Львов
Когда немецкая оккупационная администрация дистрикта «Галиция», учреждения гестапо и полиции в ночь на 23 июля покинули город, части АК утром атаковали колонны немецких 20-й моторизованной и 101-й горной дивизии Вермахта, которые отступали. Во время боёв полякам удалось освободить предместья Голоску, Погулянку, кварталы в районах улиц Кохановского (теперь К. Левицкого), где в доме 23 разместился штаб восстания, улиц Зелёной, Яблоновских (теперь Ш. Руставели), Бема (теперь Ярослава Мудрого), К. Лещинского (теперь Братьев Михновских), а также некоторые объекты города. Особенно отличился в боях 14-й полк улан, который даже захватил несколько немецких танков.
25 июля в бои за Львов вступили войска фронта маршала И. С. Конева. Первыми на улицы города прорвались танкисты генерала Д. Д. Лелюшенко. 26 июля подразделения 10-го Гвардейского танкового Уральского добровольческого корпуса проникли на площадь Рынок и подняли над ратушей красный флаг. Со стороны Городка по Городоцкой и Яновской (теперь Т. Шевченко) продвигались части генерала-полковника танковых армий П. С. Рыбалко, которые в районе Клепаровской разбили тыловые подразделения 101-й немецкой дивизии. Из района Дублян и Винников атаковали город дивизии 60-й армии генерала-полковника П. А. Курочкина. Части 38-й армии заняли Знесенье и окружили немцев в районе Высокого Замка.
Части Красной армии и Армии Крайовой вели боевые действия против немцев совместно как союзники. В тесном взаимодействии с аковцами, которые хорошо знали город, советская армия в течение 27 июля овладела центром Львова, районом главного вокзала, Цитадели. К концу дня бои за освобождение города от немцев победно закончились.

### Результаты
В течение нескольких дней улицы Львова вместе с красноармейцами патрулировали аковские воины, а на многих домах были установлены бело-красные флажки. На ратуше с 26 июля развевался польский флаг, а ниже, на рогах башни — ещё четыре: флаги США, Британии, Франции и СССР. Лондонское правительство Польши считало осуществление операции «Буря» во Львове чрезвычайно успешным. Её руководитель полковник В. Филипковский был повышен в чине до генерала бригады и в составе группы ведущих офицеров Львовского округа награждён орденом Виртути Милитари.

### Деполонизация
Однако период мирного сосуществования войск Красной армии и Армии Крайовой, а затем советской власти с польскими структурами быстро закончился. 27 июля В. Филипковский установил контакты со штабом 1-го Украинского фронта, на следующий день его вызвали на приём к представителю НКВД комиссару госбезопасности Грушке, где однозначно заявили, что Львов — советский город, и выдвинули требования: немедленно снять польские флаги в городе, прекратить патрулирование, сосредоточить части в казармах и сложить оружие. Польский генерал подписал соответствующий приказ военным Львовского округа АК и по предложению Грушки 30 июля самолётом вылетел в Житомир, где якобы находился штаб командующего Войска Польского генерала Роля-Жимерского. В Житомире он и командующие Тернопольского округа — полковник Студзинский и Львовского района — полковник Червинский были арестованы и оказались в одном из лагерей ГУЛАГа в Сибири. На следующий день командование Львовского района и округа, командиры частей АК и чиновники польской администрации были приглашены органами советской власти на совещание в штабе округа на ул. Кохановского, 23. Когда поляки собрались, дом окружили сотрудники НКВД и всех 32 участников совещания, среди них четырех женщин, посадили в тюрьму на ул. Лонцкого. Позже их осудили на 10-20 лет заключения. 2 августа был издан последний приказ АК о ликвидации 3-го Львовского округа, а личному составу его частей во Львове было предложено вступить в Войско Польское или быть интернированными до конца войны. Подавляющее большинство солдат и офицеров отказались и попали в советские лагеря военнопленных. Некоторым удалось перейти на нелегальное положение или бежать за Сан и присоединиться к действующим в основном в Польше частям АК.
Уже на второй день после вступления советских войск во Львов начала деятельность оперативная группа ЦК КП(б)У во главе с И. С. Грушецким, начавшая восстановление органов городской администрации.
Новая власть прежде отметила боевые заслуги советского генералитета. Постановлением обкома партии от 14 августа 1944 маршалу И. С. Коневу, генералу Д. Д. Лелюшенко и генерал-полковнику П. А. Курочкину были подарены прекрасные особняки. Один из них принадлежал сыну автора Каменяров, Петру Франко, который был казнён в июне 1941 года.